# Chant de Ralliement
Chant de Ralliement is het volkslied van Kameroen. Het werd onofficieel al in 1948 gebruikt; in 1957 werd het officieel volkslied. De muziek is van René Djam Afame, die samen met Samuel Minkio Bamba en Moïse Nyatte Nko'o de tekst schreef. De tekst is in 1978 aangepast.

## Franse tekst
O Cameroun berceau de nos ancêtres,
Va debout et jaloux de ta liberté,
Comme un soleil ton drapeau fier doit être,
Un symbole ardent de foi et d'unité.
 
REFREIN:
Chère Patrie, Terre chérie,
Tu es notre seul et vrai bonheur,
Notre joie, Notre vie,
En toi l'amour et le grand honneur.
 
Que tous tes enfants du Nord au Sud,
De l'Est à l'Ouest soient tout amour,
Te servir que ce soit le seul but,
Pour remplir leur devoir toujours.
 
REFREIN:
Chère Patrie, Terre chérie,
Tu es notre seul et vrai bonheur,
Notre joie, Notre vie,
En toi l'Amour et le grand Honneur.

## Nederlandse vertaling
O Kameroen bakermat van onze voorouders,
Ga en jaloers op je vrijheid, als de zon,
je vlag moet een symbool van uw geloof en eenheid zijn.
Al uw kinderen van Noord naar Zuid,
Van oost naar west zijn alle liefde,
u van dienst zijn want dit is het enige doel,
hun plicht altijd te vervullen.
 
REFREIN:
Lieve Vaderland, Aarde schat,
Jij bent onze enige echte geluk,
onze vreugde, ons leven,
in je liefde en eer.
Onafhankelijke staten: Algerije · Angola · Benin · Botswana · Burkina Faso · Burundi · Centraal-Afrikaanse Republiek · Comoren · Congo-Brazzaville · Congo-Kinshasa · Djibouti · Egypte · Equatoriaal-Guinea · Eritrea · Ethiopië · Gabon · Gambia · Ghana · Guinee · Guinee-Bissau · Ivoorkust · Kaapverdië · Kameroen · Kenia · Lesotho · Liberia · Libië · Madagaskar · Malawi · Mali · Marokko · Mauritanië · Mauritius · Marokko · Mozambique · Namibië · Niger · Nigeria · Oeganda · Rwanda · Sao Tomé en Principe · Senegal · Seychellen · Sierra Leone · Somalië · Soedan · Swaziland · Tanzania · Tsjaad · Togo · Tunesië · Zambia · Zimbabwe · Zuid-Afrika · Zuid-Soedan
Niet algemeen erkende landen: Somaliland · Westelijke Sahara
Afhankelijke gebieden: Mayotte · Réunion (onofficieel) · Saint Helena, Ascension and Tristan da Cunha (onofficieel)